# Bande dessinée interactive
 (mai 2016).
- Si vous ne connaissez pas le sujet, laissez ce bandeau (vous pouvez alors contacter les auteurs).
- Si vous supprimez le contenu mis en cause (vous pouvez préalablement contacter les auteurs),

argumentez précisément cette suppression dans la page de discussion
(un manque de référence n'est pas un argument ; une recherche réelle de référence doit avoir été effectuée, être formellement documentée).
Une bande dessinée interactive est forme de Bande dessinée sur support numérique. Elle peut être diffusée sur CD, DVD, consister en un jeu vidéo ou une Bande dessinée en ligne.
Le terme de "bande dessinée interactive" est apparu dans la presse française en 1997.

## Ce que la BD interactive n'est pas
Bien que le terme ait été utilisé de cette manière à la fin des années 1990, une BD interactive ne peut se contenter d'être une bande dessinée sur support numérique. Sur Internet, l'utilisation de Macromedia Flash n'est pas non plus un critère déterminant : cliquer sur une case pour afficher la suivante, voir de petites animations, entendre quelques sons ne relève pas de l’interactivité mais "seulement" de multimédia.
L’interactivité comme son nom l’indique suppose une interaction entre l’œuvre et son lecteur plus poussée que la simple lecture/audition linéaire. On peut distinguer deux grandes formes d’interactivités applicables à la bande dessinée. L’une est partielle, l’autre beaucoup plus complète.

## Mise en réseau des informations
La première forme d’interactivité consiste, pour le lecteur, à pouvoir opter entre plusieurs voies préétablies.
De la même façon qu’un internaute va pouvoir visiter un site web comme il l’entend, il pourra par exemple choisir de lire les aventures de Paul plutôt que de Jean qui vient de prendre une autre route, ou encore lire le rêve de Jean plutôt que celui de Paul etc. C’est une forme d’appropriation par la bande dessinée du montage tel qu’il est pratiqué dans le cinéma, mais où l’auteur délègue celui-ci au lecteur.
Le principal frein pour l’auteur est une perte relative de pouvoir sur le déroulement du récit, et le fait que tout ce qu’il réalise ne sera pas forcément lu par tous puisque certaines embranchements peuvent se faire au détriment d’autres. Cela demande donc une approche différente de la narration, moins axée sur le déroulement linéaire des évènements et plus sur les relations entre ces derniers. Le résultat s'apparente à ce que peut produire un livre-jeu
Techniquement il s’agit d’appliquer au récit les propriétés de l’hypertexte ou de la base de données, l’auteur doit donc élargir son champ de compétence pour intégrer celles d’un « designer d’interactivité » ou d’un game designer.
StoryVary est un exemple de bande dessinée interactive, mêlant jeu d'aventure, livre dont vous êtes le héros et bande dessinée. Le joueur/lecteur peut influencer le cours de l'histoire à différents moments clés. Chaque combinaison de choix génère une nouvelle version de l'histoire.

## Mise en réseau des personnes
La seconde catégorie joue la carte de l’interactivité totale. Le lecteur peut ainsi devenir plus ou moins scénariste, auteur ou acteur de la bande dessinée. Il s’agit pour ce faire d’utiliser les moyens de communications tels que le sondage, le courrier électronique, le chat, le wiki ou le forum internet. Ce sont donc cette fois des compétences d’animateur que l’auteur doit faire siennes.
Ces expériences se heurtent à deux difficultés. La première, et non des moindres : plus encore que pour l’interactivité partielle, l’auteur doit pouvoir investir beaucoup de temps s’il veut que le récit évolue à un rythme intéressant pour le lectorat. Il s’agit dans ce domaine de renouer avec la tradition de l’épisode quotidien ou hebdomadaire.
La seconde difficulté, qui est sans doute la plus grande : l’internaute est susceptible de rester passif. Une majorité du lectorat peut n'être intéressé que par la lecture, et pas par la participation au scénario. L’auteur doit être capable de proposer un univers proprement attractif, sinon addictif, susceptible de réunir une véritable communauté.

## Quelle place pour l’auteur?
Mais le vrai problème de tels récits, est le statut de celui qui délègue au lecteur certains aspects de sa fonction d’auteur, et qui endosse des aspects propres à d’autres fonctions. Peut-être faut-il chercher les réponses dans la tradition orale qui, avant que l’écrit ne la supplante, n’instaurait pas une frontière aussi tangible entre l’auteur et son public. La bande dessinée s’est basée sur la tradition littéraire, mais rien ne l’y attache définitivement.
En 2013 le webcomic Feliman offre une interactivité en ligne unique, grâce à sa visionneuse panoramique les visiteurs ont une vision chacun unique, sans altérer le sens de l'histoire. L'auteur donc le scénariste Déborah de ce Web, met en scène les images de façon à rendre possible l'interactivité, la technique est utile que dans la catégorie Action/aventure qui demande un mouvement particulier des images, avec animations parfois des actions.